# Szymbory
Szymbory – wieś w Polsce położona w województwie warmińsko-mazurskim, w powiecie elbląskim, w gminie Godkowo. W 2011 zamieszkiwało ją 160 osób.
W latach 1975–1998 miejscowość administracyjnie należała do województwa elbląskiego. Miejscowość leży w historycznym regionie Prus Górnych.